# Aenigmatanthera doniana
Aenigmatanthera doniana är en tvåhjärtbladig växtart som först beskrevs av August Heinrich Rudolf Grisebach, och fick sitt nu gällande namn av W.R.Anderson. Aenigmatanthera doniana ingår i släktet Aenigmatanthera och familjen Malpighiaceae. Inga underarter finns listade i Catalogue of Life.